# مركز المعلومات ودعم اتخاذ القرار
مركز المعلومات ودعم اتخاذ القرار هو هيئة حكومية مصرية تابع لرئيس مجلس الوزراء ومقره في العاصمة المصرية القاهرة، تأسس المركز في عام 1985 علي يد الدكتور عاطف عبيد.

## تاريخ
لمَّا كان مركز المعلومات ودعم اتخاذ القرار هو أحد مؤسسات الفكر في مصر، التي من مهامها الرئيسية دعم متخذ القرار في قضايا الإصلاح الاقتصادي والاجتماعي والسياسي، يسعى المركز – وفق أجندة عمل ديناميكية – إلى تناول القضايا ذات الأولوية لدفع مسيرة الإصلاح المؤثرة على مسار التنمية في الأجلين القصير والمتوسط. وذلك من خلال رصد الواقع وتحليل الوضع الراهن لبحث التغيرات التي ظهرت في شتى المجالات، وتحديد المشكلات الرئيسية وتحليلها، وصولاً إلى صياغة مقترحات فعّآلة لعلاج تلك القضايا.
ويتبنَّى المركز العديد من سياسات وآليات العمل للارتقاء بدرجة كفاءة وفاعلية جهوده البحثية المختلفة. حيث يحرص المركز على تحقيق التوافق مع الاحتياجات الفعلية لمجتمع المستفيدين، وذلك من خلال مراجعة برامج عمل الحكومة وتوجهاتها، ومشاركة المجتمع المدني في صياغة أجندة عمل المركز، ودراسة تجارب المراكز المثيلة، بالإضافة إلى التوافق مع المستجدات على الساحتين المحلية والدولية. كذلك يحرص المركز على تعظيم قيمة إصداراته من خلال تعزيز استخدام منهجيات كل من التحليل الكمى والكيفى، ومشاركة المستفيد النهائى، فضلاً عن التعاون مع المراكز البحثية الأخرى. كما يعمل المركز على التطوير المستمر لمنهجيات عمله سعياً نحو الارتقاء بمستوى جودة إصداراته شكلاً ومضموناً.

## الأهداف الإستراتيجية
البوتقة الفكرية (Think Tank) لمجلس الوزراء المصري، في مجالات دعم القرار في قضايا التنمية الاقتصادية والاجتماعية والسياسية. 
تنمية العلاقات مع الوزارات والهيئات الحكومية المختلفة، للعمل كفريق عمل واحد بدلاً من المنافسة. 
إتاحة البيانات والمعلومات في إطار كامل من الشفافية، مع التركيز على الإتاحة الإلكترونية. 
فتح قنوات للاتصال الجماهيرى لقياس اتجاهات المجتمع نحو القضايا القومية.

## المنظومة التنكنولوجية
- مركز البيانات
- مركز الاتصالات
- مركز مجهز لاستطلاعات الرأي
- غرفة مجهزة لإدارة الأزمات ومتابعة الفضائيات ووكالات الأنباء
- مجموعة من النظم والمواقع الإلكترونية المطوّرة باستخدام أحدث التقنيات (الذاكرة المؤسسية، النظام المالي المُتكامل، نظام إدارة البيانات، تطبيق ايجابي، نظام الوطني لإدارة الازمات)
- الاستشارات المتخصصة والدعم الفني لمختلف الجهات

## ملفات عمل المركز
- خدمة ورضا المواطن:المساهمة في تحقيق رضا المواطن من خلال تعظيم دور وفاعلية منظومة الشكاوى لتصبح المنبر الأول لتلقى مختلف شكاوى المواطنين وذلك عبر الارتقاء بمستوى الخدمات المقدمة وبناء جسور التعاون مع مختلف الجهات.
- المتابعة والتطوير: دعم متخذ القرار في تبني سياسات تصحيحية متكاملة ومتطورة في القضايا ذات الاولوية لضمان تحقيق التكامل بين مختلف مؤسسات الدولة وتفاديا لوجود تشابكات وفجوات فيما بينها.
- تطوير الجهاز الإداري وتعزيز العلاقات المؤسسية: رفع كفاءة الجهاز الإداري  بالدولة عبر إمداده بأحدث التقنيات والأساليب العلمية لدعم اتخاذ القرار على كافة المستويات بداية من رفع واقع سليم ومتكامل معتمدا على معلومات دقيقة وموثقة وصولا إلى توصيات وسيناريوهات مختلفة للحلول.
- التواصل الاجتماعي: خلق بيئة تفاعلية من خلال بناء وتعزيز قنوات للتواصل بين المواطن والحكومة يُُتَبَادَل في اطارها الرسائل بشفافية ومصداقية لإيجاد رأى عام مشارك في عملية صنع القرار ورسم صورة واقعية لمستقبل مصر
- إدارة الازمات:الحفاظ على الأرواح وتقليل الخسائر المادية والبشرية الناجمة عن وقوع الازمات والكوارث وذلك عبر الارتقاء بالمنظومة الوطنية لإدارة الأزمات والكوارث والحد من المخاطر على المستوى القومي.
- دعم التنمية: المساهمة في رفع واقع متكامل تُحَدَّدُ في اطاره أولويات وفجوات التنمية القطاعية والمكانية والعمل على تقليصها من خلال تقديم الرؤي التنموية قصيرة ومتوسطة وطويلة الاجل وطرح سلسلة من التوصيات والبدائل والسيناريوهات التي تدعم متخذ القرار في مصر.
- الإنذار المبكر: بناء وتدعيم منظومة متكاملة تسمح بالتنبؤ بمختلف الأزمات السياسية والاقتصادية والاجتماعية وذلك بهدف وضع الرؤى المستقبلية والسيناريوهات اللازمة لمواجهة مختلف الأزمات قبل وقوعها

## مركز استطلاعات وبحوث الرأي العام
اُفْتُتِح مركز استطلاعات وبحوث الرأي العام بمركز المعلومات ودعم اتخاذ القرار بمجلس الوزراء رسميًا في شهر يوليو عام 2003، كأول مركز مصري متخصص في قياسات الرأي العام، يعتمد – بصفة أساسية – على الهاتف كوسيلة لجمع البيانات والمعلومات اللازمة لاستطلاع آراء المواطنين حول مختلف القضايا السياسية والاقتصادية والاجتماعية والثقافية والأحداث الجارية، ولقياس اتجاهاتهم نحو القرارات والسياسات والقوانين المختلفة.
ويعتمد المركز على أحدث الأساليب العلمية والأسس المنهجية في جميع مراحل التخطيط والتصميم وإجراءات المعاينة والتنفيذ والتحليل وعرض النتائج، وذلك لتحقيق متطلبات الجودة وضمانات الثقة والمصداقية. مع الالتزام بأخلاقيات الممارسة المهنية والأمانة العلمية والحفاظ على سرية البيانات الخاصة بالمبحوثين، وشروط التعاقد بين المركز والجهات الطالبة للاستطلاعات.

### أهداف مركز استطلاعات وبحوث الرأي العام
1. تفعيل الممارسة الديمقراطية والمشاركة الشعبية، وتحقيق التواصل والتفاعل بين المواطنين ومؤسسات الدولة وأجهزتها المختلفة.
2. تحقيق قدر أكبر من التوافق بين توجهات المجتمع وسياسات وقرارات الحكومة على نحو يؤدي إلى سياسات عامة أكثر فاعلية.
3. إتاحة معلومات واقعية يمكن الاعتماد عليها، والاسترشاد بها في عمليات اتخاذ القرار، ووضع السياسات، وتخطيط ومتابعة كفاءة الأداء.
4. نشر ثقافة مجتمعية تدعم عمليات استطلاع الرأي، وتدرك أهميتها، وتحفز على حرية التعبيير عن الرأي والمشاركة الجماهيرية.

## منظومة الشكاوي الحكومية الموحدة
صدر قرار السيد رئيس الجمهورية رقم 314 لعام 2017 بشأن «إنشاء منظومة الشكاوى الحكومية الموحدة» لاستقبال وتسجيل جميع شكاوى المواطنين وفحصها وتوجيهها للجهات المسئولة على مستوى الجمهورية.ويأتي ذلك انطلاقا من حرص الدولة المصرية على ضمان حصول المواطن المصرى على كافة حقوقه التي كفلها الدستور والقانون، وتمشيا مع رغبة الحكومة الأكيدة في الارتقاء بجودة الخدمات وتطوير سبل التواصل الفعال مع المواطنين، وتضمنت المادة الثانية من القرار أن تلتزم جميع الوزارات والمصالح والأجهزة الحكومية ووحدات الإدارة المحلية والهيئات العامة وغيرها من الجهات الحكومية والأشخاص الاعتبارية العامة باتخاذ جميع الإجراءات اللازمة لسرعة تحقيق الربط الكامل مع منظومة الشكاوي الحكومية الموحدة، مع اتخاذ جميع التدابير اللازمة لضمان سلامة تداول الشكاوي وسرية البيانات والمعلومات المتعلقة بها.
واستتبع قرار السيد رئيس الجمهورية صدور قرار السيد المهندس رئيس مجلس الوزراء رقم 1855 لسنة 2017 بشأن «منظومة الشكاوى الحكومية الموحدة وإعادة تنظيم مكاتب خدمة المواطنين»، والذي الزم جميع الجهات بربط إدارات ومكاتب خدمة المواطنين وجميع الوحدات الإدارية التي تتعامل مع شكاوى المواطنين في جميع الوزارات والمصالح الحكومية والأجهزة الحكومية ووحدات الإدارة المحلية، والهيئات العامة وغيرها من الجهات الحكومية والأشخاص الاعتبارية العامة إلكترونيا ببوابة الشكاوى الحكومية بمجلس الوزراء ويُطَبَق النظام إلكترونيا وبشكل موحد على مستوى جميع هذه الجهات لتصبح منظومة الشكاوى الحكومية الموحدة على مستوى الجمهورية.
هذا وقد أصبحت منظومة الشكاوى الحكومية واجهة عصرية للحكومة تعبر عن رغبتها الأكيدة في تحقيق التواصل المباشر مع المواطن المصري بالوسائل المتاحة عبر تكنولوجيا المعلومات والاتصالات لتخفيف المعاناة وسعيا للارتقاء بمستوى الخدمات المقدمة له. والبوابة الإلكترونية لمنظومة الشكاوى الحكومية الموحدة تعد نظام إداري متكامل يستند إلى أفضل الممارسات والمواصفات العالمية للتعامل مع شكاوى المواطنين بفاعلية وكفاءة، والاستفادة منها في تحسين الأداء.
وتشتمل دورة عمل المنظومة استقبال الشكاوى ومراجعتها والتحقق منها قبل توجيهها للجهة المختصة وحتى تقييم الردود وإبلاغ المواطن بالرد النهائي ومن ثم إغلاق الشكوى.
وترتبط المنظومة إلكترونيا بالوزارات والمحافظات والأجهزة والهيئات الحكومية الرئيسية وصولا إلى الجهات التابعة لها (المديريات - الإدارات - المراكز – المدن – الأحياء).

### قنوات تسجيل الشكوى
- البوابة الإلكترونية لمنظومة الشكاوى الحكومية الموحدة
- مركز تلقى الشكاوى تليفونيا على رقم 16528
- تطبيق إيجابي على الهواتف المحمولة
- مكاتب خدمة المواطنين بالجهات الحكومية وفروعها

## إدارة الأزمات
•	صدرت توجيهات رئيس مجلس الوزراء في أبريل 2006 بتشكيل لجنة قومية لإدارة الأزمات والكوارث بالتعاون مع مركز إدارة الأزمات للقوات المسلحة.
• صدر قرار رئيس مجلس الوزراء رقم 1537 لسنة 2009 بتشكيل اللجنة القومية لإدارة الأزمات والكوارث، وطُوِّر القرار عام 2016 بصدور القرار رقم 3185 لسنة 2016.
• يهدف القرار إلى بناء وتطوير منظومة وطنية لإدارة الأزمات والكوارث والحدّ من المخاطر، ودعم التعاون والتنسيق بين كافة الوزارات والمحافظات والهيئات المعنية.
• يمثل قطاع إدارة الأزمات والكوارث والحد من المخاطر بمركز المعلومات ودعم اتخاذ القرار الأمانة الفنية للجنة القومية، كما يمثل نقطة الاتصال الوطنية للحد من مخاطر الكوارث.
تهدف اللجنة القومية لإدارة الأزمات والكوارث والحدّ من المخاطر بمجلس الوزراء إلى:
• بناء وتطوير منظومة وطنية لإدارة الأزمات والكوارث والحدّ من المخاطر.
• الإدماج الفعَّال للحدّ من مخاطر الكوارث في سياسات التنمية المستدامة.
• دعم التعاون والتنسيق بين كافة الوزارات والمحافظات والهيئات المعنية.
• تنمية ورفع الوعي المجتمعي وبناء ثقافة سليمة للتعامل مع الأزمات والكوارث.
كما تختص اللجنة بما يلي:
•إعداد السياسات وأطر العمل الوطنية المعنية بإدارة الأزمات والكوارث.
•إعداد ومراجعة الخطط اللازمة لدعم قدرة الوزارات والمحافظات للاستعداد والاستجابة للأزمات والكوارث المختلفة.
•إعداد الإطار العام للخطة القومية للتدريب.
•تنمية العلاقات مع الهيئات والمنظمات الدولية والإقليمية المعنية بإدارة الأزمات والكوارث والحد من المخاطر.

## المشروعات القومية التي شارك فيها المركز

### مجال دعم القرار بالقضايا الإستراتيجية
- مركز العقد الاجتماعي
- مشروع متابعة وتقييم البرنامج السكانى المصري 2007 - 2012
- المسح البعدى للتعداد العام للسكان والمباني والمنشآت لعام 2006
- مركز الوثائق الاستراتيجية
- المرصد المصري للتعليم والتدريب والتوظيف
- مركز الدراسات المستقبلية
- قاعدة بيانات ومؤشرات الألفية EgyInfo
- مرصد الإصلاح العربي
- مركز إلكترونى لاستطلاع الرأى العام المجتمعي
- التوظيف والعمالة
- متابعة أداء الاقتصاد المصري والإنذار المبكر في حالة الأزمات
- التجارة الخارجية
- إدارة الموارد الطبيعية
- الديون الخارجية
- الموازنة العامة للدولة
- الصناعة المصرية
- التخطيط العمراني

### محور البنية التكنولوجية
- الخريطة المعلوماتية
- استخدام التكنولوجيا المتطورة لخدمة الأطفال من ذوى الاحتياجات الخاصة
- مشروع الرقم القومى للمواطن
- إدخال شبكة المعلومات الدولية «الإنترنت» للاستخدام في مصر
- مشروع الخريطة الصناعية
- القاعدة القومية للدراسات
- مشروعات الثقافة والتراث
- مجتمع الكروت الذكية
- نوادى طفل القرن الحادي والعشرين
- قوافل الإنترنت
- مشروع تنمية المعلومات بالوزارات
- قاعدة بيانات الثروة العقارية
- مشروع الرقم القومى للمنشآت الاقتصادية
- الشبكة المصرية للخدمات الحكومية
- تنمية وتطوير المكتبات المصرية
- قاعدة بيانات الأسرة المصرية حتى مستوى القرية
- قاعدة بيانات الضمان الاجتماعى
- القاعدة القومية للتشريعات المصرية
- قاعدة بيانات مؤشرات التنمية في مصر

### محور الإتاحة المعلوماتية
- بوابة معلومات مصر
- وصف مصر بالمعلومات
- بوابة المشروعات الصغيرة والمتوسطة
- مشروع التنمية المحلية على مستوى المحافظات

### مجال تنمية الموارد البشرية
- تنمية بيئة الأعمال والتجارة الإليكترونية
- التعليم عن بعد
- تأهيل وتدريب مدرسى الحاسب الآلى
- التدريب المتخصص على تكنولوجيا المعلومات
- كتاتيب الحاسب الآلى

### محور تنمية البيئة الإدارية
- إدارة الأصول الحكومية
- مركز للشراء بالأمر المباشر
- موازنة الأداء
- التوجه للمخزون الصفرى

## جوائز المركز
جائزة أفضل بحث لمركز معلومات مجلس الوزراء (12/01/2006) 
حصول مركز معلومات مجلس الوزراء على جائزة أفضل بحث والمقدم تحت عنوان «استهداف الفقراء في مصر – باستخدام منهجية منحنيات خصائص التشغيل»، وهو البحث المقدم لمنتدى البحوث الاقتصادية والذي عُقِدَ في الكويت.
المؤسسة المانحة للجائزة: منتدى البحوث الاقتصادية
المركز الثاني... في مجال الاحتواء المعلوماتى (08/01/2005) 
حصول بوابة معلومات مصر على جائزة المركز الثاني في مجال الاحتواء المعلوماتى لعام 2005 في إطار المسابقة القومية للمحتوى الإلكترونى
المؤسسة المانحة للجائزة: هيئة تنمية صناعة تكنولوجيا المعلومات
مسابقة تواجد الجهات الحكومية على شبكة الإنترنت (07/01/2005) 
اختيار موقع بوابة معلومات مصر كأفضل بوابة معلومات لعام 2005، وذلك في إطار المسابقة التي نظمتها وزارة الدولة للتنمية الإدارية لتشجيع تقديم الخدمات على شبكة المعلومات الدولية (الإنترنت).
المؤسسة المانحة للجائزة: وزارة الدولة للتنمية الإدارية
شهادة الايزو 9001-2000 (12/11/2003) 
انطلاقاً من الرؤية الاستراتيجية بأن يكون مركز المعلومات ودعم اتخاذ القرار بمجلس الوزراء المركز المتميز محلياً أو إقليمياُ وعالمياُ في مجال إتاحة المعلومات ودعم اتخاذ القرار في قضايا التنمية الشاملة في إطار من الاستقلالية المالية. حرصت رئاسة المركز على مسايرة كافة التطورات والأساليب المعمول بها دولياً للتوافق مع مطالب الجودة العالمية في جميع المهام التي يُنفذها المركز. ومن هذا المنطلق أُهِّلَت قطاعات المركز المختلفة لتنفيذ مطالب الجودة للحصول على شهادة الايزو 9001-2000 والتي قامت مؤسسة (American Systems Registrar - ASR) بمنحها للمركز في الحادي عشر من ديسمبر عام 2003
المؤسسة المانحة للجائزة: American Systems Registrar - ASR
جائزة محمد بن راشد أل مكتوم للإدارة العربية لعام 2002 (23/03/2003) 
فاز مركز المعلومات ودعم اتخاذ القرار بجائزة محمد بن راشد آل مكتوم للإدارة العربية وذلك باعتباره أفضل مؤسسة حكومية عربية على مستوى الوطن العربي لعام 2002. جاء اختيار المركز من دون باقى المؤسسات والجهات الحكومية العربية ليحصل على هذه الجائزة نظراً لانطباق كافة معايير التميز الإدارى عليه بما جعله في مقدمة المؤسسات والأجهزة الحكومية العربية في هذا المجال ومن أبرز هذه المعايير أمور القيادة والتخطيط الاستراتيجى التي تركز على مدى التزام المؤسسة بإعداد وتطبيق الخطط الاستراتيجية المتكاملة لمختلف العمليات، وكذلك المبادرات الإبداعية والتي تركز على مدى تنوع المبادرات والإنجازات الإبداعية التي تُنَفِّذهَا المؤسسة.
المؤسسة المانحة للجائزة: المنظمة العربية للتنمية الإدارية تحت رعاية سمو الشيخ محمد بن راشد آل مكتوم ولى عهد دبي ووزير الدفاع بدولة الإمارات العربية المتحدة
جائزة بنجامين لعام 1999 (19/06/1999) 
إن جائزة ستوكهولم للتحدى هي مبادرة تمنح بالمشاركة مع البعثة الأوربية تتيح الفرصة للجهات الرائدة العاملة في مجال تكنولوجيا المعلومات لتقديم المشروعات المتميزة سواء كانت مشروعات تابعة للقطاع الخاص أو العام أو جهات أكاديمية أو منظمات لا تعمل بغرض الربح وقد نال مركز المعلومات ودعم اتخاذ القرار هذه الجائزة لدوره في تطوير مشروع طريق المعلومات السريع في مصر.
المؤسسة المانحة للجائزة: مدينة ستوكهولم بالمشاركة مع البعثة الأوربية
الجائزة الأولى من جمعية نظم المعلومات الحضرية والإقليمية URISA لعام 1997 (19/07/1997) 
تمنح جمعية نظم المعلومات الحضرية والإقليمية ((URISA الجائزة للنظم الحكومية المثالية وقد نال مركز المعلومات ودعم اتخاذ القرار هذه الجائزة لدوره في تحسين الجودة وأسلوب تقديم الخدمات الحكومية من خلال تطبيق تكنولوجيا المعلومات.
المؤسسة المانحة للجائزة: المنظمة الدولية للتخطيط العمرانية
جائزة مشروع G7 العالمية للابتكارات لعام 1997 (19/05/1997) 
جائزة شرفية منحت لطريق مصر السريع للمعلومات وشبكة معلومات الصحة.
المؤسسة المانحة للجائزة: مشروع المخزون العالمي G7
المنظمة العالمية لتخطيط العمران (19/06/1996) 
منحت الجائزة لأفضل نظام في قطاع الحكومة يعمل في مجال التنمية الإقليمية
المؤسسة المانحة للجائزة: المنظمة الدولية لتخطيط العمران
الميدالية الذهبية لعام 1996 في المعرض الدولي (19/02/1996) 
حاز طريق مصر السريع للمعلومات على الميدالية الذهبية في «معرض الإنترنت الدولي لعام 1996» وتمنح الميدالية الذهبية بناء على أصوات زوار المعرض.
المؤسسة المانحة للجائزة: معرض الإنترنت الدولي لعام 1996
العظماء ال 100 (عالم الكمبيوتر) عام 1994 (19/09/1994) 
وقع الاختيار على المركز بالإجماع في استفتاء مجلة عالم الكمبيوتر لعام 1994 كواحد من بين أفضل 100 منظمة في العالم تعمل على استخدام نظم المعلومات في مجال التنمية.
المؤسسة المانحة للجائزة: مجلة عالم الكمبيوتر
الجائزة الأولى لمؤسسة Franz Edelman للإدارة عام 1989 (19/03/1989) 
منحت الجائزة للإنجازات في مجال بحوث العمليات وعلوم الإدارة
المؤسسة المانحة للجائزة: معهد بحوث العمليات وعلوم الإدارة
الجائزة الثالثة للجنة الدولية ل IFORS عام 1987 (19/08/1987) 
إن IFORS هي منظمة دولية تضم الجمعيات التي تهدف إلى تطوير بحوث العمليات حتى تصبح علما موحدا تستفيد به كافة دول العالم.
المؤسسة المانحة للجائزة: الاتحاد الدولي لجمعيات بحوث العمليات
جائزة أفضل مبادرة أو تطبيق لإدارة المعرفة في مؤسسة حكومية  خلال مؤتمر إدارة المعرفة KMUK2011 بلندن
- حصل مركز المعلومات ودعم اتخاذ القرار بمجلس الوزراء على جائزة «أفضل مبادرة أو تطبيق لإدارة المعرفة في مؤسسة حكومية» من مؤتمر إدارة المعرفة KMUK 2011 بلندن للعام 2011، وذلك عن جهوده في إنشاء أول إدارة حكومية من نوعها تختص بإدارة المعرفة في مصر، ودوره في تبادل الخبرات على المستوى الدولي، فضلا عن الجهود المتواصلة في وضع إستراتيجيات لإدارة المعرفة مجتمعيا ومؤسسيا.

## مواقع المركز على شبكة الإنترنت
- بوابة معلومات مصر
- موقع مركز العقد الاجتماعى
- مشروع قضايا وسياسات السكان والتنمية
- المرصد المصرى للتعليم والتدريب والتوظيف
- بوابة المشروعات الصغيرة والمتوسطة
- بنك المسوح الميدانية
- قاعدة بيانات ومؤشرات الألفية الخاصة بجمهورية مصر العربية EgyInfo "
- شبكة المكتبات المصرية (الفهرس الموحد)
- دليل المواقع المصرية على الإنترنت
- موقع الشراء بالأمر المباشر
- المؤتمر الدولى عن دور مراكز الفكر في الدول النامية: التحديات والحلول
- مؤتمر المعلومات حق لكل مواطن
- المنتجات الإلكترونية للمركز
- بوابة الثقافة والتراث المصري
- البوابة الإلكترونية لمنظومة الشكاوى الحكومية الموحدة